# Lara Croft

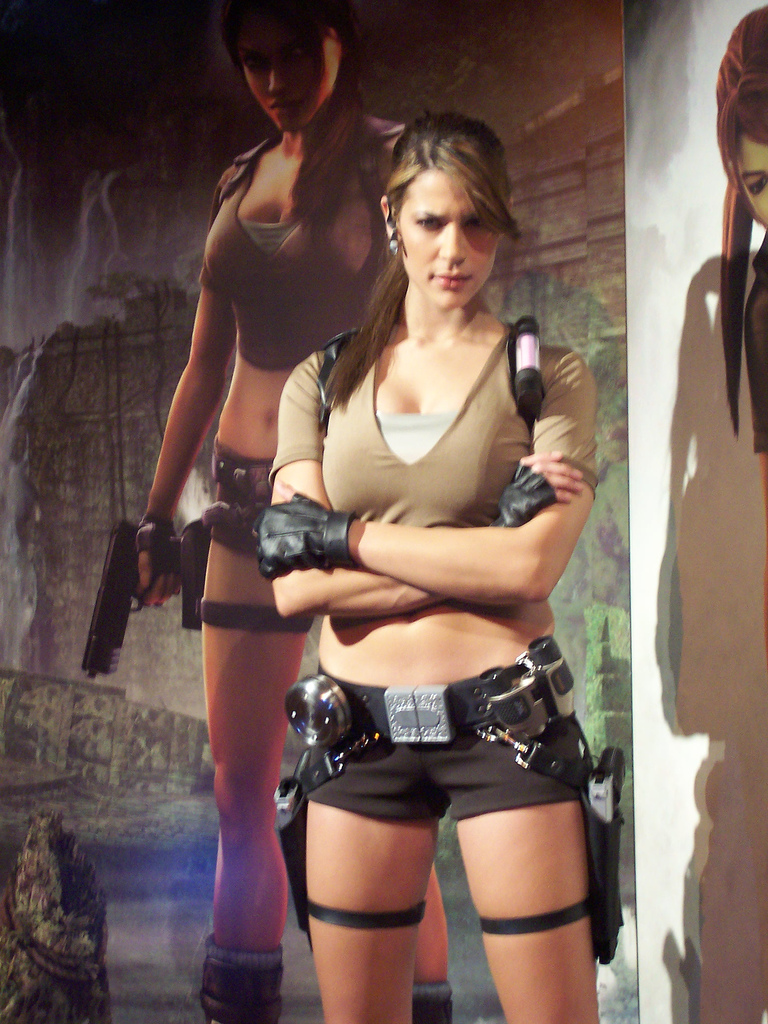
Cosplay Lara Croft

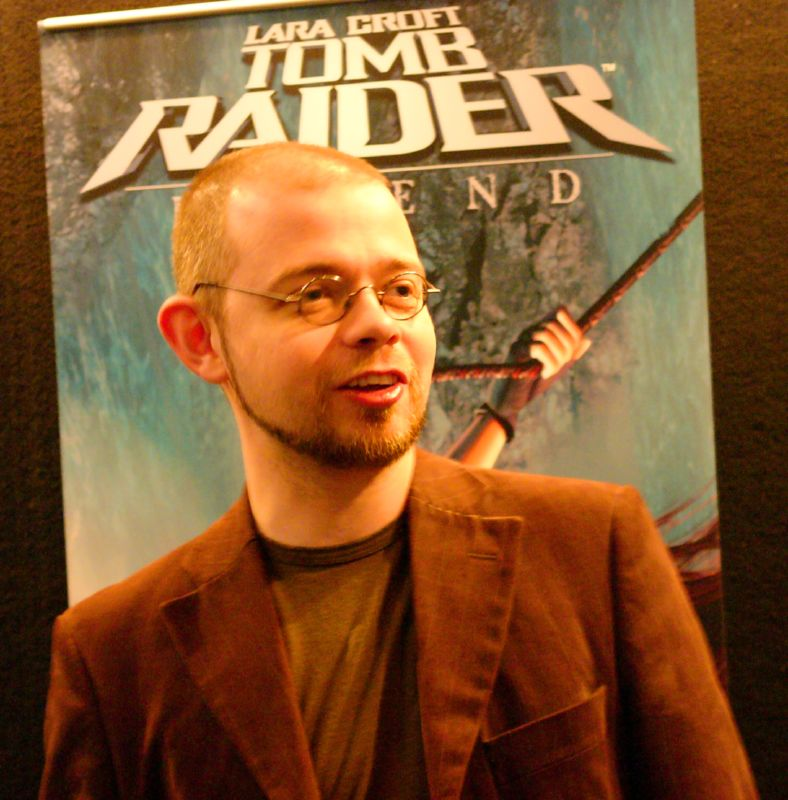
Toby Gard, cel care a creat-o pe Lara Croft, părăseşte Core Design în 1997, dar se întoarce să lucreze la Crystal Dynamics pe post de consultant.

Lara Croft este personajul fictiv și protagonista seriei de jocuri video Tomb Raider, creatǎ de Toby Gard în 1996. Tomb Raider fiind de asemenea o franciză, jocul este transpus și în alte forme, Lara apare ulterior și în 2 filme, interpretatǎ de Angelina Jolie. Apariții mai puțin importante sunt de în romane, benzi desenate sau serii de desene animate scurte.
Nascuta in 23.10.1996 ,În biografia ei oficială ni se spune că Lara este o femeie britanicǎ nobilǎ ce cǎlǎtorește prin lume în cǎutare de artefacte valoroase, prezentatǎ având sex-apel, atleticǎ, inteligentǎ, dar uneori cu momente necugete, de meserie arheolog și aventurier. Viziteazǎ des ruine vechi, pline de pericole, cu capcane și puzzle-uri intrigante. Pe lângǎ acestea, ea are de înfruntat mulți inamici, precum gangsteri, animale periculoase sau creaturi legendare.
I-a fost acordat un premiu Guinness pentru 'cea mai de succes eroină dintr-un joc video'. În 2008, ocupă locul 2 pe lista GameFly a celor mai sexy femei. La sfârșitul anului 2008, MSN a ținut un test pe tema: Care este cel mai clasic personaj fictiv? Lara ieșind pe locul 3, întrecutǎ de Mario și Sonic.
Se menționează deseori că Lara Croft este un personaj similar cu Indiana Jones, născând diferite controverse legate de această legătură. Se poate spune că cele două personaje fac parte din același univers fictiv.